# Gervais de Rethel
Gervasiu de Rethel (consemnat în secolul al XI-lea) a fost un nobil francez, devenit conte de Rethel din 1118.
Gervasiu era fiu al contelui Hugo I de Rethel și al soției acestuia, Melisenda de Crécy. În 1118 el a succedat tatălui său în comitatul de Rethel.
El a fost căsătorit cu Elisabeta, una dintre fiicele contelui Godefroi I de Namur, cu care a avut două fiice:
- Millicenta de Rethel (sau Melisenda), căsătorită mai întâi cu Robert al II-lea Marmion (n. 1093), senior de Scrivelsby, iar apoi cu Richard de Camville; verișoară de al doilea grad cu Adeliza de Leuven.

Gervasiu a murit înainte de 1124. Dat fiind că fratele său mai tânăr Balduin se afla în Țara Sfântă, devenind rege al Ierusalimului, la succesiunea comitatului de Rethel a trecut sora lor, Matilda și soțul ei, Odo de Vitry.